# 101 (албум)
„101“ е името на концертен албум на групата „Depeche mode“, пуснат на пазара през 1989 г.
През 1987 г. излиза шестия студиен албум на Depeche Mode – Music for the Masses, за който групата планира мащабно световно турне, включващо 101 концерта. Последният, под №101, се състои на 18 юни 1988 г. на стадион Роуз Боул, в Пасадена (Калифорния), в присъствието на 80 хил. души. Впоследствие части от него, заедно с други видеоматериали за концерта, са издадени под символичното название „101“. Режисьор на филма е Д. А. Пенебейкър.
„101“ включва в себе си също и кратък видеоразказ за група фенове, които отиват на концерта с автобус под наем.

## Диск 1
1. „Pimpf“ – 0:58
2. „Behind the Wheel“ – 5:55
3. „Strangelove“ – 4:49
4. „Sacred“ – 5:09
5. „Something to Do“ – 3:54
6. „Blasphemous Rumours“ – 5:09
7. „Stripped“ – 6:45
8. „Somebody“ – 4:34
9. „Things You Said“ – 4:21

## Диск 2
1. „Black Celebration“ – 4:54
2. „Shake the Disease“ – 5:10
3. „Nothing“ – 4:36
4. „Pleasure Little Treasure“ – 4:38
5. „People are People“ – 4:59
6. „A Question of Time“ – 4:12
7. „Never Let Me Down Again“ – 6:40
8. „A Question of Lust“ – 4:07
9. „Master and Servant“ – 4:30
10. „Just Can't Get Enough“ – 4:01
11. „Everything Counts“ – 6:31